# Генко, Нестор Карлович
Не́стор Ка́рлович Ге́нко (22 января [3 февраля] 1839, Курляндская губерния — 28 января [10 февраля] 1904, Ментона, Франция) — учёный-лесовод и герой русско-турецкой войны 1877—1878 годов.

## О роде Генко
Первые сведения о роде Генко относятся к XVI веку, когда в Торне (Польша) проживала немецкая дворянская семья, член которой в составе Войска польского участвовал в войнах против Турции в чине старшего лейтенанта панцирной кавалерии. За талантливое руководство и проявленную храбрость Ян Хенко постановлением Рейхстага в 1683 году был возведён в дворянство. В 1848 году Сенатом Российской империи наследственное дворянство рода было подтверждено, а родоначальником семьи назван Иван Иосифович (Ян Йозефович) фон Генко, проживавший в Литве. Его праправнук Нестор Карлович Генко родился 22 января (3 февраля) 1839 года в имении Тадайкен Гробинского уезда Курляндской губернии (ныне — Приекульский край (Курземе), Латвия) в семье Карла Георгиевича Генко, управляющего имением, и Вильгельмины-Марианны, урождённой Швандер.

## Биография

### Учёба
В 1849 году Нестор поступил в Тукумскую прогимназию, затем в Академическую гимназию в Митаве (ныне город Елгава), далее прошёл курс обучения в Лесном и межевом институте в Петербурге. В 1858 году был командирован в Лисинское учебное лесничество, откуда в 1860 году вышел прапорщиком корпуса лесничих. После продолжения обучения в офицерских классах института в 1862 году он выпущен подпоручиком.

### Служба в казённых лесах
Трудовую деятельность Нестор Карлович начал ещё в 1860 году таксатором в Виленской губернии, продолжил в 1861 году в Беловежской Пуще, в 1862 году — в Оренбургской губернии, а в 1863 году был направлен в Вятскую губернию для устройства корабельных лесов. За отличие в работе в 1864 году Нестора Карловича командировали на один год в Пруссию. Вернувшись в Россию, он трудился в Виленской и Калужской губерниях. В 1866 году получил назначение на должность младшего лесничего Теллермановского образцового лесничества, в состав которого входил Шипов лес. В 1872 году этот лес был выделен в самостоятельное Шиповское лесничество I разряда, а Нестор Карлович назначен его лесничим и трудился в этом качестве до 1876 года. Здесь за 10 лет он вывел новые культуры дуба, проложил и обустроил дороги в условиях сложнейшего рельефа местности.

### На войне за освобождение Болгарии от османского ига
В 1876 году Нестор Карлович внезапно, якобы по состоянию здоровья, вышел в отставку. В 1877 году он сдал экзамены в Петербургское пехотное училище и в чине штабс-капитана поступил в Костромской пехотный полк, откуда вскоре в должности командира роты был направлен в действующую армию, где участвовал в сражениях под Ташкисеном, Дальними Комарцами и в переходе через Балканские горы. По окончании войны оставлен в Болгарии в качестве начальника округов Демотичского и Бургасского, а затем полицмейстера города Бургас.

### Служба в Удельном ведомстве

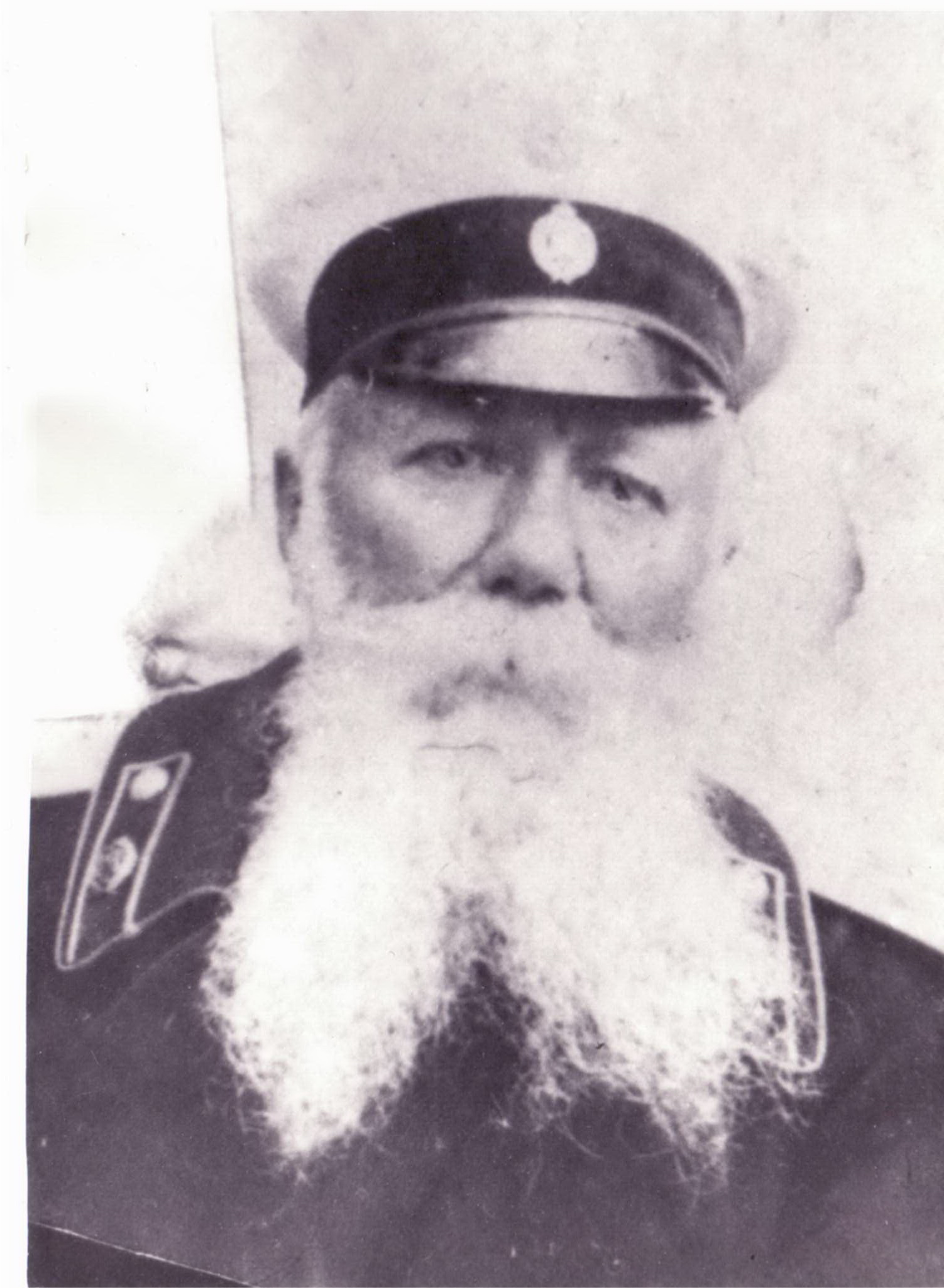
Н. К. Генко на X съезде лесохозяев

В 1880 году Нестор Карлович возвращается на лесную службу на должность младшего учёного-лесничего в Удельное ведомство, где было поменьше бюрократизма и казёнщины. Этот период его деятельности отмечается коллегами как наиболее продуктивный. Так, им разработаны новые инструктивные документы (1883, 1893 годы), в огромных объёмах проведена инвентаризация лесов и организация в них хозяйств. Особо следует отметить работы в Беловежской Пуще, где Нестор Карлович на основе теоретической разработки впервые на практике применил разделение площади леса (более 100 тысяч га) на типы лесонасаждений. Фундаментальный труд о Беловежской Пуще [I-12] не потерял ценности до настоящего времени. Ещё одно крупное исследование по лесам Европейской России с многочисленными таблицами и картами [I-5] было подготовлено и вышло в свет, полное тревоги за леса страны, охваченные разгулом лесоистребления. Здесь впервые предложен оригинальный метод постепенных рубок в сосновых лесах, основанный на тщательном изучении особенностей возобновления сосны в разных почвенно-географических условиях.
Многолетняя работа Нестора Карловича по степному защитному лесоразведению (1884—1904) позволяет причислить его к пионерам этой области лесоводства. Целью защитного облесения было повышение доходности обширных степей Удельного ведомства, для чего планировалось эти земли заселить, обеспечив новосёлов водой (прудами) и лесом. Насаждения предназначались также для ослабления сурового климата степей, губительного действия суховеев и засух, противодействия возникновению оврагов. В засушливых степях Самарской, Волгоградской, а также Воронежской областей к 1902 году появилось около 13 тысяч гектаров защитных лесных полос [II-6], именуемых «Генковскими».
По хозяйственным соображениям ширина полос была принята равной 400—600 метров. Полосы размещались, главным образом, на чернозёмах в виде лент по водоразделам (сыртам), которые являются в степях более пригодными местами для леса. Преимущественная ориентировка полос с юго-запада на северо-восток, то есть перпендикулярная (или близкая к ней) направлению летних юго-восточных ветров-суховеев.
Сейчас лесам, повлиявшим на климат заволжских степей, исполнилось более 100 лет, но состояние сохранившихся посадок свидетельствует о правильной позиции Н. К. Генко в вопросах степного защитного лесоразведения. Само время решило научный спор Генко с Г. Н. Высоцким — категорическим противником массивных лесных насаждений в степи, дававшим отрицательный прогноз их будущему [I-13; II-6].
В 1903 году в Риге состоялся X Всероссийский съезд лесохозяев. Нестор Карлович присутствовал на нём и даже участвовал в прениях. Но все поняли, «что это была уже его лебединая песня» [II-3]. В этом же году по случаю 100-летия Санкт-Петербургского Императорского Лесного Института Нестор Карлович был избран в почётные члены института, но, тяжело больной, он не смог присутствовать на юбилее. В декабре 1903 года его отпустили на лечение в Ментону (юг Франции), где 28 января (10 февраля) он скончался и там же был похоронен.

### Семья
После кончины Нестора Карловича осталась большая семья, состоявшая из вдовы Марии Александровны (1861—1909) и десятерых детей. Старший сын Нестор (1881—1937) окончил историко-филологический факультет Петербургского Университета; известен как этнограф-краевед. Кирилл (1889—1937) стал преподавателем немецкого языка и географии, Евгений (1892—1937) — топографом, строителем. Все трое были расстреляны в 1937 году и впоследствии реабилитированы. Петр (1886—1913) — лесовод, покончил жизнь самоубийством. Александр (1894-?) в 1914 году ушёл с факультета восточных языков Петербургского Университета во Владимирское военное училище, дальнейшая судьба неизвестна. Анатолий (1896—1941) — известный языковед, кавказовед, историк, этнограф, был дважды арестован. В 1941 году умер в тюрьме в период нахождения под следствием. Реабилитирован. Дочери Людмила (1883—1929), Мария (1887—1920), Татьяна (1891—1921) скончались в 1920-х годах, и только Елена (1898—1979) дожила до старости.
Некоторым представителям ветви рода Генко, берущей начало от Нестора Карловича, удалось сохраниться. Так, в разных городах Франции живут многочисленные потомки старшего сына, в Санкт-Петербурге — дочь, внучка и правнучка младшего сына Нестора Карловича, в Москве и Витебске — несколько семей потомков старшей дочери.

## Награды
Заслуги Нестора Карловича были отмечены многочисленными наградами, перечисленными в формулярном списке [II-16]:
- орден Святого Станислава 1 степени
- орден Святого Владимира 3 степени
- орден Святого Владимира 4 степени
- орден Святой Анны 2 степени с мечами (за отличие в делах против турок при переходе через Балканы)
- орден Святой Анны 3 степени
- Светло-бронзовая медаль в память Турецкой войны 1877—1878 годов
- Высочайше утверждённый знак за устройство гражданского управления в Болгарии
- Серебряная медаль на Александровской ленте «В память царствования императора Александра III»
- Знак в память 100-летия уделов

## Память

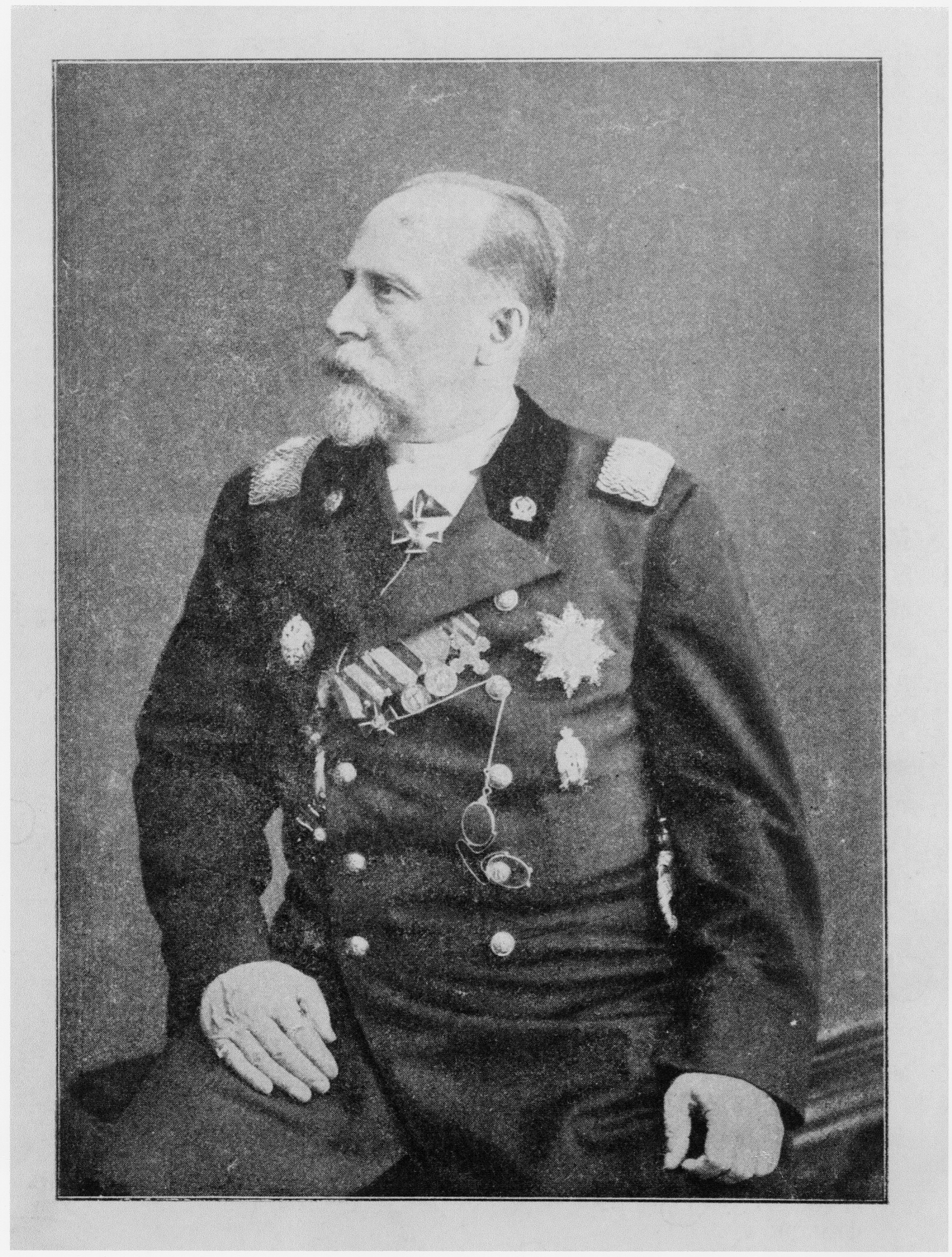
Н. К. Генко

В связи с кончиной Нестора Карловича Лесное общество России, возглавляемое проф. Л. И. Яшновым, провело траурное заседание, на котором видные учёные выступили с воспоминаниями о почившем коллеге [II-2; II-3; II-4; II-5]. В частности, известный лесовод Г. Ф. Морозов сказал о Генко: «Он был лесоводом по призванию, а не по случайным обстоятельствам. Нестор Карлович резко выделялся среди специалистов не только выдающимися знаниями, необычной энергией и большим опытом, но и любовью к лесу, которая не была сентиментальной, а заставляла близко к сердцу принимать вопросы лесоводства, ими жить, ими волноваться… Нестор Карлович был идейным работником на лесоводственном поприще и что так редко, к сожалению, встречается, — это был лесовод-гражданин».
После длительного забвения о Несторе Карловиче вновь заговорили в лесоводческом сообществе. В 1998 году постановлением губернатора Самарской области Дубово-Умётскому лесничеству Самарского лесхоза было присвоено его имя, и установлена памятная доска. По случаю 165-летия со дня рождения Нестора Карловича и 100-летия со дня его смерти 2004 год в Самарской области был назван «годом Генко», ознаменован проведением в Самаре межобластной научно-практической конференции с изданием сборника материалов, закладкой памятных посадок, экскурсиями по «Генковским полосам».

### I. Опубликованные работы Н. К. Генко
1. Письмо в редакцию // Лесной журнал. 1886. № 1, С. 97 — 100.
2. О естественной смене хвойных лиственными породами и, наоборот, лиственных хвойными //Лесной журнал. 1886. № 4, С. 380—391.
3. Об учреждении при Лесном обществе бюро для рекомендации лесных техников //Лесной журнал. 1886. № 5, С. 478—482.
4. Об облесении южно-русских степей // Лесной журнал. 1886. № 3, С. 1 — 59.
5. К статистике лесов Европейской России. Спб, тип. Канцелярии санкт-петербургского градоначальника, 1988. 97 стр. с табл.
6. О лесах Кахетии // Лесной журнал. 1888. № 1. С. 4 — 14.
7. О повреждениях, причиненных пяденицей сосновым лесам в бассейне р. Суры // Лесной журнал. 1889. № 1, С. 65 — 73.
8. Тальниковое хозяйство в пойме р. Волги (Вводный доклад к VII Съезду лесохозяев) // Лесной журнал. 1889. № 4, С. 493—500.
9. Инструкция для устройства лесных дач Удельного ведомства. СПб. 1893, С. 5 — 115.
10. Разведение леса и устройство водосборных плотин на удельных степях. СПб, тип. Глав. Управления уделов, 1896. 95 стр.
11. Некролог (А. Р. Варгас де Бедемар) //Лесной журнал. 1902. № 4, С. 882—886.
12. Характеристика Беловежской Пущи и исторические данные о ней. СПб, тип. Санкт-петербургского градоначальника, 1903. 113 стр.
13. Ответная речь Г. Н. Высоцкому* //Труды II Съезда деятелей по сельскохозяйственному опытному делу в С-Петербурге с 14 по 20 декабря 1902 года. Часть II. Протоколы заседаний Съезда с приложением некоторых докладов и сообщений. СПб., 1905. С. 186—191.
*На доклад Г. Н. Высоцкого «О стимулах, препятствиях и проблемах разведения леса в степях России».

### II. Публикации о Н. К. Генко
1. Журнал последнего заседания VII съезда Лесохозяев 10 (9) августа 1889 г. Обсуждение доклада Н. К. Генко «Тальниковое хозяйство в пойме р. Волги». //Труды VII съезда Лесохозяев в г. Казани. СПб, 1890.
2. Морозов Г. Ф. Нестор Карлович Генко // Известия Императорского Лесного Института. СПб., 1904. Вып. II.
3. Собичевский В. Т. Памяти Нестора Карловича Генко // Лесной журнал. 1904. Вып. 1.
4. Яшнов Л. И. Памяти Н. К. Генко // Лесной журнал. 1904. Вып. 1.
5. Вович. Памяти Н. К. Генко // Лесопромышленный вестник. Журнал лесного хозяйства, лесной промышленности и торговли. СПб., 1904. № 12.
6. Высоцкий Г. Н. О стимулах, препятствиях и проблемах разведения леса в степях России // Труды II Съезда деятелей по сельскохозяйственному опытному делу в декабре 1902 г. Часть I. Доклады и сообщения. СПб., 1905. С. 302—338.
7. Шестопёров Г. П. Широкие лесные полосы на водоразделах степных районов // Лес — на службу урожаю. Куйбышев, 1959. С. 16-26.
8. Гиряев Д. М. Видный лесничий отечества // Лесное хозяйство. 1989. № 12. СПб.
9. Панов В. И. У истоков великого эксперимента. Сборник докладов межобластной научно-практической конференции, Самара, 2004. http://aglos2006.narod.ru/Literatura/K_genko.djvu
10. Кокова И. Ф. Два портрета. Там же.
11. Бугаев В. А., Смольянов А. Н., Сериков М. Т. Н. К. Генко — основатель степного лесоразведения. Там же.
12. Хавроньин А. В. Водораздельные лесные полосы в юго-восточных степях Самарского Заволжья. Там же.
13. Шабалин И. М. Зеленые бастионы. Там же.
14. Романов Н. В. Защитные лесополосы — средообразующий элемент ландшафта. Там же.
15. Чемоданов А. А. Сохраним Генковский лес. Там же.
16. Формулярный список о службе Учёного лесничего Главного управления Уделов, Действительного Статского Советника Генко // Гос. исторический Архив. Фонд 515, оп. 73. Д. 600.